# Nepeta flavida
Nepeta flavida là một loài thực vật có hoa trong họ Hoa môi. Loài này được Hub.-Mor. mô tả khoa học đầu tiên năm 1978.